# Верхні Лихобори (станція метро)
55°51′21″ пн. ш. 37°33′40″ сх. д. / 55.855833° пн. ш. 37.561111° сх. д.
«Верхні Лихобо́ри» (рос. Верхние Лихоборы) — станція Люблінсько-Дмитровської лінії Московського метрополітену. Відкрита 22 березня 2018

## Технічна характеристика
Конструкція станції — пілонна трисклепінна (глибина закладення — 65 м) з острівною платформою.
Радіус центрального залу — 4,4 м. Ширина платформи — 19,1 м (з розкриттям 9 прорізів з кожного бічного залу), пілонів — 3 м, прорізів — 3 м.

## Колійний розвиток
Станція з колійним розвитком — до I і II головних колій примикають 2 одноколійні ССГ з електродепо «Лихобори» з боку станції «Окружна».

## Оздоблення
В оздоблені застосовано мармур, граніт і нержавіючу сталь. Пілони центрального залу оздоблені світлим Саянським мармуром, а з боку бічних тунелів — кольоровим мармуром темно-червоного відтінку «Россо Леванте».
Склепіння центрального і бічних залів станції, а також похилих ходів ескалаторів оздоблені панелями декоративної скловолокнистої водовідвідної парасольки.
На станції і в вестибюлях є система візуальної і тактильної інформації для пасажирів з вадами зору (світлові і контрастні смуги, фактурні покриття). В одному з вестибюлів знаходяться ліфти, на всіх сходах — пандуси з нековзним покриттям. Сходи оздоблені плитами з термообробленого граніту і накриті павільйонами.

## Виходи та пересадки
- Виходи: до Дмитровського шосе, Бескудниковського бульвару, Верхньолихоборської, Дубнинської вулиць.

Пересадки
- автобус: м40, 82, 114, 154, 167, 170, 179, 194, 215, 282, 447, 466, 563, 591, 677, 677к, 763, т36, т56, т78